# Plagioecia anacapensis
Plagioecia anacapensis är en mossdjursart som beskrevs av Osburn 1953. Plagioecia anacapensis ingår i släktet Plagioecia och familjen Plagioeciidae. Inga underarter finns listade i Catalogue of Life.